# بوب كلاي
بوب كلاي (بالإنجليزية: Bob Clay)‏ هو سياسي بريطاني، ولد في 2 أكتوبر 1946. حزبياً، نشط في حزب العمال وحزب العمال الاشتراكي. في الانتخابات العمومية للمملكة المتحدة 1983 ‏، انتخب عضو البرلمان التاسع والأربعون للمملكة المتحدة عن دائرة سونديرلاند الشمالية خلال فترته النيابية ‏ (9 يونيو 1983 – 18 مايو 1987) وفي الانتخابات العمومية للمملكة المتحدة 1987 ‏، انتخب عضو البرلمان الخمسون للمملكة المتحدة عن دائرة سونديرلاند الشمالية خلال فترته النيابية ‏ (11 يونيو 1987 – 16 مارس 1992).